# 伽奈
伽奈（かな、本名非公表、1983年6月5日 - ）は、日本の女性ファッションモデル、女優。エトレンヌ所属。
福井県鯖江市出身。血液型O型。
趣味は野球観戦、映画鑑賞。特技はバスケットボール。

## 来歴・人物
福井県鯖江市生まれ。福井県立丹南高等学校、女子美術大学短期大学部卒業。
短大卒業後、都内のアパレル会社で働いていた時、どうしても「自分にしかできないこと」がやりたいと思い、転職を考える。
ちょうどその頃、街でスカウトされたのをきっかけにモデルの仕事に興味を持ち、今の所属事務所のオーディションを受け、2005年、当時21歳の時にモデル業を始める。
以前はコンビニエンスストア、郵便局、神社（屋台のヨーヨー屋）、食堂でアルバイトをしていた。
『流行通信』（INFASパブリケーションズ）や『装苑』（文化出版局）などのハイファッション系のファッション雑誌やCM、CDジャケットなどでモデルとして活躍。
高橋マリ子、杏、太田莉菜に続きウォータリングキスミントのCMに出演していた。
2009年9月放映開始の映画『プール』（原作：桜沢エリカ、監督：大森美香）で女優デビューをした。出演のきっかけは、同映画のプロデューサーがブログを見て、ショートカットの似合う彼女の雰囲気が合っていると打診してきたもの。
実家が近く幼馴染みである天谷宗一郎選手の入団がきっかけとなり、野球では広島東洋カープの大ファン。今でも時間があれば明治神宮野球場や横浜スタジアムに観戦に行き、見にいけない時はラジオを聴きながら、スコアブックを付けているという。『広島アスリートマガジン』（サンフィールド）2010年4月号よりカープについてのコラムをスタートしている。
映画で共演した加瀬亮、もたいまさこによると「存在が面白くて、不思議な子」。
普段は大人しいが、野球の話をする時は饒舌になるという（後述の『ボクらの時代』（フジテレビ）での談）。
野球観戦のほかには漫画を読むのが好き。さくらももこ、くらもちふさこ、『ジョジョの奇妙な冒険』、『カバチタレ』のファンでもある。
愛猫家であり、2匹の猫を飼っている。

## 主な出演

### テレビドラマ
- パンとスープとネコ日和（2013年7月21日 - 8月11日、WOWOW） - しまちゃん 役
- コートダジュール N°10 第7話「運動場」（2017年12月5日、WOWOW・Hulu） - 沢村裕美 役[5]

### バラエティ
- ズームイン!!サタデー（日本テレビ、2009年9月5日）
- ボクらの時代（フジテレビ、2009年9月6日 ※映画『プール』の番宣として『プール』で共演した加瀬亮・もたいまさこと出演）
- シネマガ!（日本テレビ、2009年9月11日・18日）

### 特別番組
- NHK環境特別番組「SAVE THE FUTURE」とのコラボ企画『東京カワイイ★TV スペシャル・カワイイマップ　エコアウォードスペシャル』（2008年6月8日）

### 映画
- プール （2009年9月12日） - さよ 役
- マザーウォーター （2010年10月30日） - ある人 役
- 遠くでずっとそばにいる （2013年）

### CM
- コカコーラ「爽健美茶」（2006年）
- ソニー「ウォークマン・NETJUKE」（2006年）
- ユニ・チャーム「センターイン」（2007年）
- 日産・キューブ 巨人篇（2007年）
- 江崎グリコ「ウォータリングキスミント」（2008年）
- ヤフオク! レア買い篇 (2013年)
- w.p.c 見上げる空篇(2014年)
- Apple Japan 「Apple Watch」パッと見るだけで、健康管理。篇 (2022年)
- ジョンソン・エンド・ジョンソン「ニュートロジーナ」[6] (2022年)

### 広告
- 無印良品
- アディダス
- DHC
- 資生堂プロフェッショナル
- アシックス
- LUMINE
- Columbia
- 草花木果
- ワコール

### 雑誌
- 流行通信
- SPUR
- GINZA
- 花椿
- 装苑
- relax
- JILLE
- haco.

### PV
- GRAPEVINE「FLY」
- DOES「修羅」
- JUJU「この夜を止めてよ」
- 嵐｢復活LOVE｣

### CDジャケット
- 東京事変『大人 (アダルト)』（アナログ・DVDパッケージ）
- ART-SCHOOL『左ききのキキ』
- ONE OK ROCK『努努ーゆめゆめー』

## 書籍

### 写真集
- シャッター&ラブ-10人の女性写真家たち-
- スクールガール